# Oedignatha dian
Espèce
Oedignatha dian est une espèce d'araignées aranéomorphes de la famille des Liocranidae.

## Distribution
Cette espèce est endémique du Yunnan en Chine,. Elle se rencontre dans le xian de Mengla.

## Description
Le mâle holotype mesure 4,34 mm et la femelle paratype 5,46 mm.

## Systématique et taxinomie
Cette espèce a été décrite par Lu et Li en 2023.

## Étymologie
Son nom d'espèce lui a été donné en référence au lieu de sa découverte, le royaume de Dian.

## Publication originale
- Lu, Chu, Li & Yao, 2023 : « On two new Oedignatha species from Xishuangbanna, China, and the first description of the female of Jacaena menglaensis Mu & Zhang, 2020 (Araneae, Liocranidae). » ZooKeys, vol. 1144, p. 197-215 (texte intégral).